# Augustin Darthé
Augustin Alexandre Joseph Darthé (Saint-Pol-sur-Ternoise, 1º ottobre 1769 – Vendôme, 27 maggio 1797) è stato un rivoluzionario e magistrato francese.
Allo scoppio della Rivoluzione, fu tra coloro che parteciparono alla presa della Bastiglia. Seguace di Maximilien Robespierre, esercitò la carica di pubblico accusatore presso il tribunale rivoluzionario di Arras, finché, dopo il 9 termidoro, non cadde in disgrazia e finì in prigione. Si legò allora a Gracchus Bafeuf e, come uno dei principali artefici della congiura degli Eguali, ne condivise il tragico destino sulla ghigliottina.

## Biografia

### I primi anni e la Rivoluzione

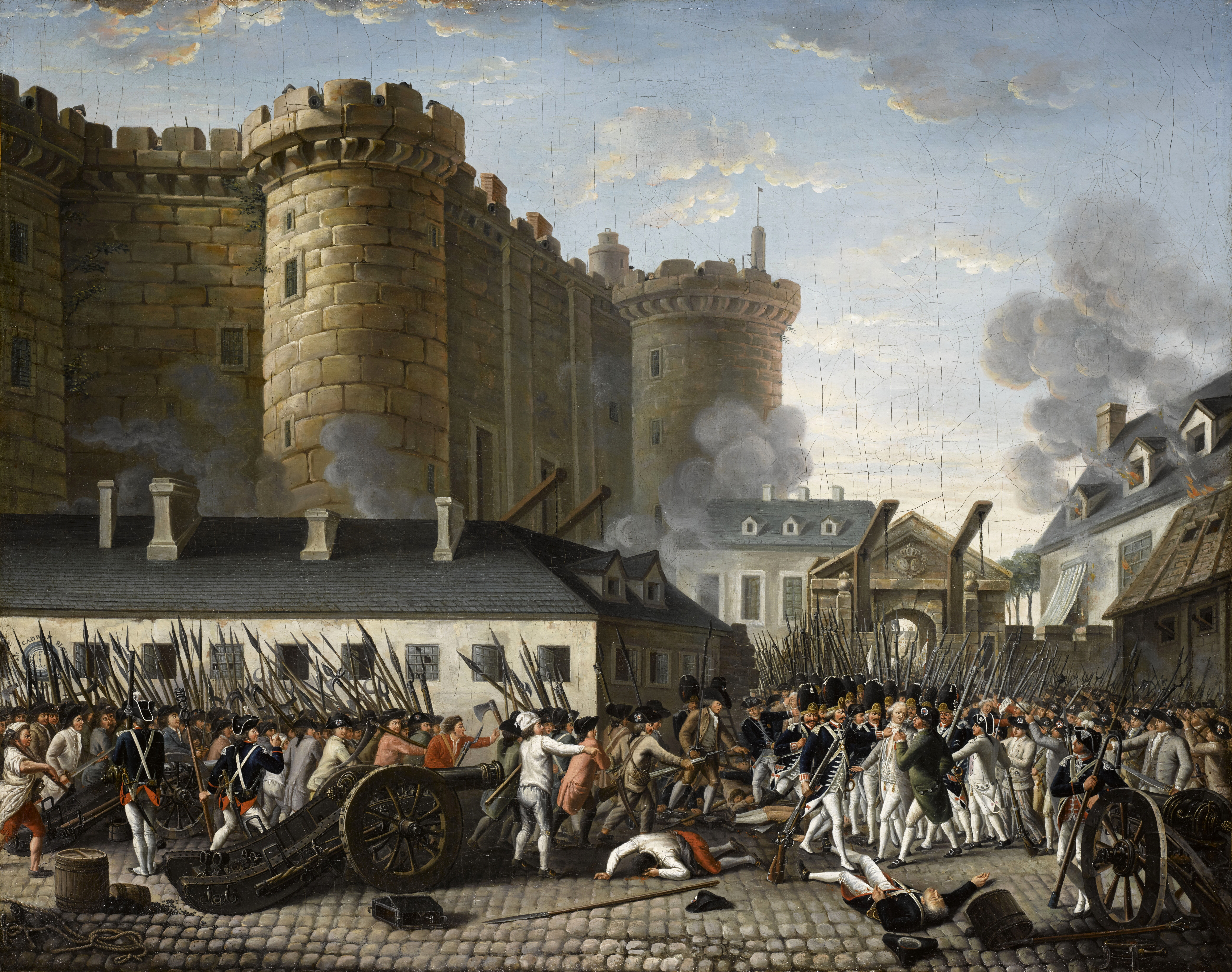
Presa della Bastiglia, dipinto di autore anonimo

Augustin Alexandre Joseph nacque il 1º ottobre 1769 a Saint-Pol-sur-Ternoise, nel dipartimento del Pas-de-Calais, da Charles François Darthé, chirurgo giurato, e da Jeanne Marguerite Fayolle. Pur non vivendo nell'agiatezza, i genitori poterono consentire ad Augustin di intraprendere gli studi di diritto a Parigi. Allorché scoppiò la rivoluzione, egli, ancora studente, vi si gettò da subito, e lo vediamo tra i cittadini che concorsero alla liberazione dei soldati della Guardia imprigionati per essersi rifiutati di sparare sulla folla, quando il re aveva ordinato all'Assemblea nazionale di sciogliersi e di tornare all'originaria distinzione nei tre ordini. Partecipò poi alla presa della Bastiglia, occasione nella quale fu ferito, riportando «un'infermità incurabile», e per la quale ebbe l'«invidiato» titolo di «Vincitore della Bastiglia».
Rientrato nel suo dipartimento, fu eletto nel novembre del 1790 ufficiale municipale,, e il 16 settembre del 1792, divenne segretario del greffier,, e poco dopo commissario alle frontiere. In questa veste Darthé incrementò la creazione di officine per la fabbricazione delle armi, al fine di armare i volontari. L'11 novembre del 1792 fu nominato membro del direttorio del suo dipartimento, e nel marzo del '93, quando la Convenzione decretò l'arruolamento in massa di 300.000 uomini, assunse l'incarico di commissario alla leva presso il distretto di Saint-Pol. Il 25 agosto scoppiò un'insurrezione monarchica nel cantone di Pernes, facente parte del distretto di Saint-Pol, organizzata dai fratelli Truyart con il sostegno anche di disertori ed estesasi ai vicini comuni. La rivolta, nota come «la piccola Vandea di Pernes», fu soffocata da Darthé al comando di diversi reparti della Guardia nazionale in pochi giorni: furono arrestati circa trecento insorti e di questi, diciannove saranno giustiziati.
Divenuto nel 1794 pubblico accusatore presso i tribunali rivoluzionari di Arras e di Cambrai, creati dal convenzionale Joseph Le Bon, di cui era cognato e segretario, è descritto da Buonarroti come un «magistrato repubblicano e incorruttibile, non meno che intrepido guerriero». Robespierrista convinto e da lui «tenuto in gran conto», Darthé fu imprigionato all'indomani del 9 termidoro, per riacquistare la libertà quattordici mesi dopo, nel febbraio del 1795.

### Il ruolo avuto nella congiura degli Eguali
Uscito di prigione, Darthé partecipò con altri patrioti antitermidoriani a riunioni estemporanee che si tenevano nei caffè, nei giardini, sulle piazze, per discutere la situazione politica del paese, fino a quando, con Buonarroti, Babeuf e l'ex [[Convenzione
nazionale|convenzionale]] Jullien de la Drôme (1744-1821), non fu deciso, ai primi di brumaio dell'anno IV (fine ottobre 1795), di creare un «centro direttivo» che potesse coordinare, attorno a un progetto unitario, gli eterogenei elementi rivoluzionari. L'iniziativa fallì per mancanza di fiducia reciproca e per divergenza d'opinioni. Ma l'unità era una necessità e un secondo tentativo, di poco successivo e che vide l'adesione di molti altri ribelli, tra cui Charles Germain (1770-1814) e Antoine-Marie Bertrand (1754-1796), fu coronato dal successo. Nacque così, il 25 brumaio (16 novembre), un'organizzazione centralizzata, il club del Panthéon, che tenne i suoi incontri nel vecchio refettorio dell'abbazia di Sainte-Geneviève.
Il 15 frimaio (6 dicembre), Babeuf era nuovamente proscritto per quanto andava scrivendo sul suo giornale, «Le Tribun du Peuple», e Darthé fu uno degli amici che lo aiutò a trovare rifugio in un ex convento. Nel frattempo, parallelamente alle discussioni al club del Panthéon, che erano pubbliche e giunsero a contare fino a duemila adesioni, Darthé e i suoi compagni presero a incontrarsi nell'appartamento dell'ex convenzionale Amar. Non mancarono i contrasti, ma si giunse alla conclusione che l'appoggio delle masse sarebbe stato raccolto intorno alla Costituzione del 1793, la quale però avrebbe dovuto rappresentare solo il punto di partenza per un'evoluzione in senso più egualitario dei rapporti socio-economici. Nonostante un qualche aiuto finanziario dato alla cospirazione, Amar attirò su di sé la diffidenza dei sodali, anche a causa del suo ruolo nei fatti di termidoro, e il comitato si sciolse. Il Direttorio, allarmato dalle voci di insurrezione, arrestava intanto la moglie e i figlioletti di Babeuf e non attendeva che un pretesto per chiudere il club del Panthéon. E fu proprio Darthé, dando pubblica lettura di un numero de «Le Tribun du Peuple», nel quale la Costituzione del 1795 e i membri del governo erano aspramente criticati, a fornirglielo. Il 9 ventoso dell'anno IV (28 febbraio 1796), il generale Bonaparte eseguiva l'ordine di chiusura del club democratico, secondo quanto disposto dal Direttorio.

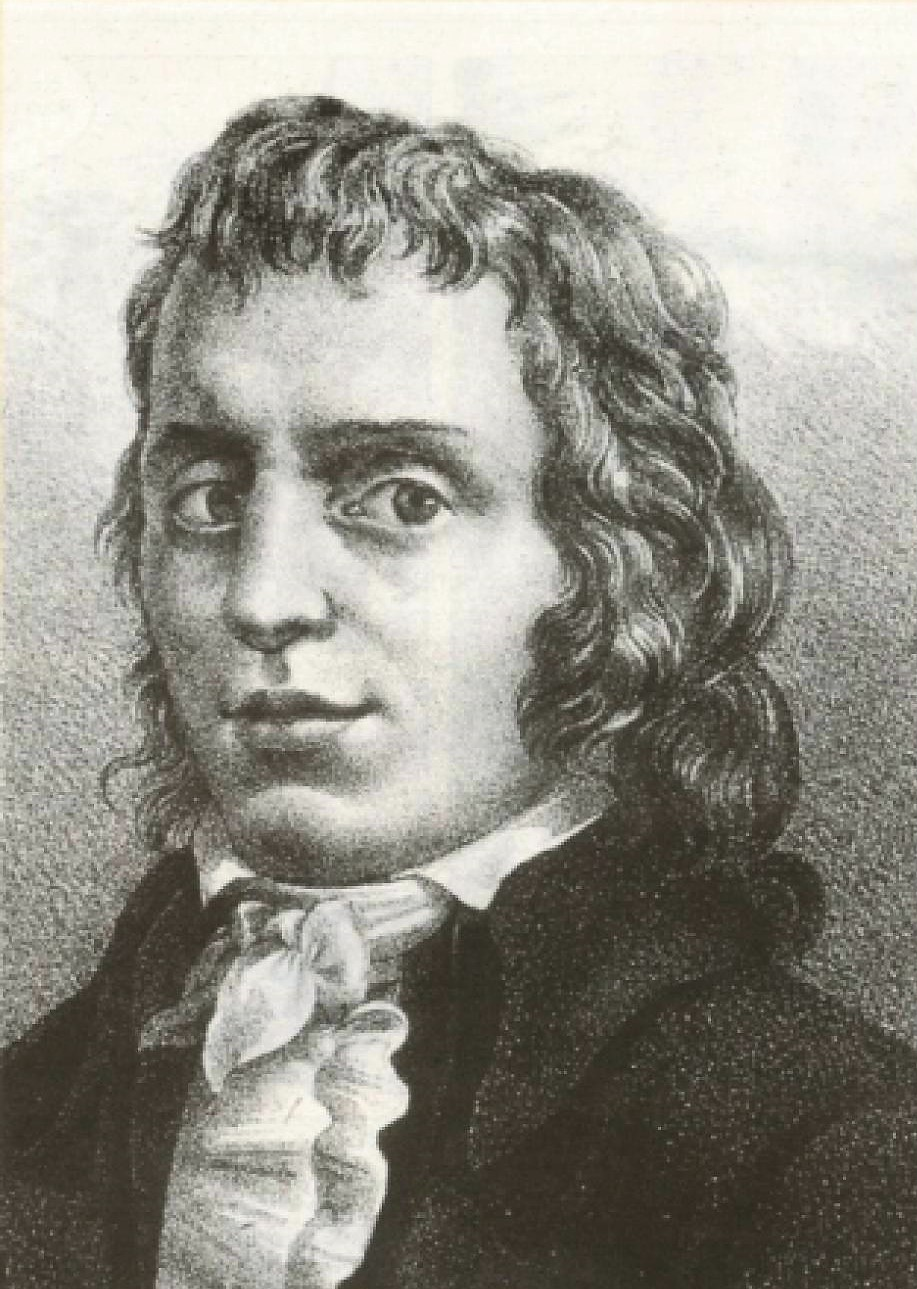
Gracchus Babeuf in una riproduzione di autore sconosciuto

Solo ai primi di germinale (fine marzo) prese veramente consistenza il piano di insurrezione, poi nota come la «congiura degli Eguali», sotto la spinta di Babeuf che, volendo ricondurre tutti i sinceri rivoluzionari a un centro unico, contribuì allo scioglimento dei vari comitati sorti spontaneamente nella capitale. Inizialmente fecero parte del «Direttorio segreto di salute pubblica», oltre a Babeuf, Sylvain Maréchal, Félix Lepeletier (1767-1837), Pierre-Antoine Antonelle, ma già il 19 germinale (8 aprile) vi confluirono Darthé, Buonarroti e Robert-François Debon.
Lo scopo ultimo della congiura era la distribuzione equa di tutti i beni, di natura pecuniaria, con la soppressione della proprietà privata, e di natura spirituale, con la diffusione della conoscenza. Se su questo punto i cospiratori concordavano, sorsero due scuole di pensiero riguardo alla forma provvisoria di governo da proporre al popolo quando fosse insorto: la «magistratura di un solo uomo» o un organismo dirigente composto da un «piccolo numero di democratici provati». A prevalere fu questa seconda opinione, ma Darthé fu partigiano, con Debon, della prima. La figura politica ideale di Darthé era infatti Robespierre, e la dittatura di un cittadino integerrimo, nominato dal Direttorio al fine di offrire al popolo una legislazione tesa ad assicurargli l'uguaglianza e l'esercizio della sovranità, nonché di preparare le condizioni atte a favorire l'adozione della nuova Costituzione, gli sembrava potesse garantire meglio dell'altra soluzione la perfetta identità tra pensiero e azione e, quindi, il rapido successo dell'impresa. Quanto agli abusi insiti nel consegnare tanto potere nelle mani di uno solo, riteneva si potessero eludere scegliendo una persona di provata virtù e ponendo un limite temporale alla dittatura, con «l'esposizione chiara e legale dello scopo» che essa si prefiggeva.
Il Direttorio segreto, nell'intento di conquistare il favore popolare, creò una rete di dodici agenti, che, sparsi nei vari arrondissement, avevano l'incarico di propagandare gli scritti rivoluzionari, cogliere l'umore della gente, risvegliarne la coscienza politica, in modo da preparare il terreno per l'insurrezione. In più Babeuf e i suoi non si nascondevano che uno dei maggiori pericoli per il trionfo della causa poteva venire dall'esercito, e diedero mandato a Germain e a Darthé di reclutare anche agenti militari che divulgassero il credo rivoluzionario nei battaglioni di stanza a Parigi e nei dintorni. L'agente militare presso la piana di Grenelle, sulla riva sinistra della Senna, il capitano Georges Grisel (1765-1812) del 3º battaglione della 38º semibrigata di linea, fu arruolato da Darthé, cui era stato presentato come persona degna di fiducia da alcuni democratici al caffè dei «Bains Chinois»
Grazie al lavoro di Germain, si era formato un comitato democratico all'interno delle forze di polizia e il governo, per precauzione, diede l'ordine il 9 fiorile (28 aprile) a due battaglioni poco disciplinati di lasciare Parigi. Ne nacquero dei disordini che fecero sperare ai rivoluzionari nell'imminenza dell'insurrezione, ma tutto ebbe fine con un decreto di licenziamento al quale i legionari si sottomisero volentieri. Nonostante lo smacco subito, i babuvisti ne ricavarono il vantaggio di aver pur sempre a disposizione i legionari sinceramente democratici e di poter contare su quelli congedati cui diedero asilo. Ma bisognava agire subito per non perdere i più tiepidi e raffreddare gli animi degli intrepidi, e il Direttorio segreto, nel tentativo di affrettare il corso degli eventi, commise l'errore di convocare, l'11 fiorile, una riunione aperta pure agli agenti militari, compreso Grisel, che era entrato nelle simpatie di Darthé e aveva pure scritto un opuscolo in cui inneggiava al Terrore. Questi, la sera del 15 fiorile, riferì a Carnot tutto quel che sapeva, non si sa con certezza se per timore di essere implicato in un affare pericoloso, o semplicemente per venalità e ambizione carrieristica.
La sera del 18 fiorile (7 maggio) Darthé annunciava agli altri membri del Direttorio segreto che si era giunti a un accordo con i montagnardi vicini ad Amar, al quale si era unito il più affidabile Robert Lindet. Quella sera stessa il governo, basandosi sulle informazioni apprese da Grisel, sperò di arrestare i congiurati a casa di Jean François Ricord (1759-1818), trait d'union tra i montagnardi e i babuvisti, ma la polizia non trovò nessuno. Ritentò l'indomani nell'appartamento di Drouet, dove, sempre su suggerimento di Grisel, sapeva che ci sarebbe stata una riunione. Tuttavia, quando le forze dell'ordine irruppero, l'assemblea si era sciolta e i gendarmi, non essendovi in casa che Drouet e Darthé, non ritennero opportuno procedere con l'arresto di due soli cospiratori. L'avvenimento fu inquadrato dai rivoluzionari nell'ambito delle normali attività di una polizia vigile e persecutoria. Il sospetto del tradimento in verità si era insinuato nelle loro menti, solo che aveva colpito Germain, in quanto assente alla riunione, episodio da lui poi chiarito con la circostanza di essere sotto sorveglianza. E lo stesso Grisel aveva contribuito a rasserenare i compagni, argomentando che un eventuale traditore avrebbe colpito già l'11 fiorile. Il 20 fiorile si tenne nell'abitazione dell'agente militare Guillaume Massard l'ultima riunione dei babuvisti, nella quale misurarono le forze in campo proprie e del governo e approntarono il piano di battaglia. Il mattino dopo i principali capi della congiura furono arrestati. Darthé fu preso in casa di Franois Dufour, con Germain, Drouet e altri.

### Processo e morte
Dopo la cattura, Darthé, Babeuf e Buonarroti furono condotti alla prigione del Tempio,, per poi essere trasferiti, nella notte tra il 9 e il 10 fruttidoro (26-27 agosto), chiusi in gabbie sbarrate e scortati da gendarmi coadiuvati dai reparti di cavalleria, a Vendôme, sede dell'Alta Corte. Il processo si aprì il 2 ventoso dell'anno V (20 febbraio 1797), con 47 imputati presenti e 18 assenti. Sedici erano i giurati e bastava il parere favorevole di almeno quattro per assicurare l'assoluzione, ma durante l'intero dibattimento, che durò tre mesi, non furono che tre i simpatizzanti degli accusati.
L'atteggiamento di Darthé davanti alla Corte fu di assoluto sprezzo. Non le riconobbe mai il diritto di giudicarlo, rifiutò di dare spiegazioni, non si difese, ma pronunciò un fiero discorso:

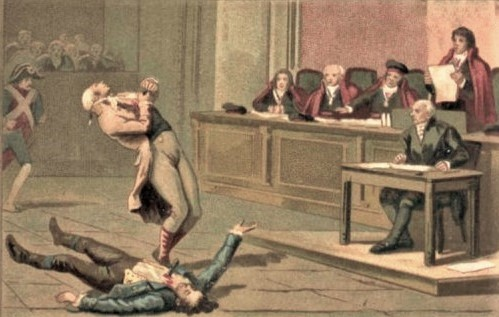
Darthé e Babeuf si feriscono dopo la lettura della sentenza

All'alba del 7 pratile (26 maggio), il presidente del tribunale lesse il verdetto che sanciva la condanna a morte di Babeuf e Darthé. Questi lanciò allora un grido: «Viva la repubblica», e si pugnalò al petto, imitato da Babeuf che, usando un «filo di ferro a spirale», si colpì vicino al cuore, secondo Buonarroti, al ventre, secondo la versione di una guardia carceraria. Ma le armi usate erano troppo deboli per dare la morte, e i due, sanguinanti, furono riportati in prigione. Alle cinque del mattino del giorno appresso, il 27 maggio del 1797, Babeuf e Darthé vennero giustiziati non lontano dalla prigione. Fino all'ultimo Darthé non volle riconoscere i suoi carnefici e, rifiutandosi di obbedire al boia, si fece trascinare di peso alla ghigliottina.